# 8-mm-Film

Normal-8- (links) und Super-8-Schwarz-Weiß-Film (rechts) – aus Doppel-8- bzw. Doppel-Super-8-Film durch Trennung erhalten

Ein 8-mm-Film ist ein Schmalfilm-Filmformat, das für Kinofilme und als Kleinstbildfilm in der Fotografie verwendet wird.

## Formate

### Doppel-8-Film

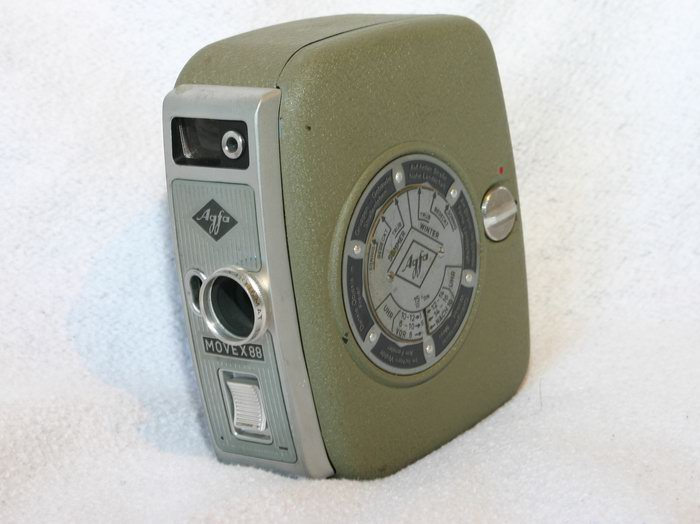
Doppel-8-Kamera von 1956: Agfa Movex 88

Doppel-8-Film ist 16 mm breit und an beiden Rändern perforiert. In der Kamera wird zunächst eine Hälfte des Filmes belichtet, danach im Rücklauf die zweite Hälfte. Nach der Entwicklung wird der Film in zwei 8 mm breite Filmstreifen zerschnitten (gespalten) und zusammengeklebt. Diese Filmstreifen werden als Normal-8-Film (N-8) bezeichnet, auf Englisch heißt es Regular 8 (R-8). Doppel-8 bzw. N-8/R-8 ist nicht kompatibel mit Super 8. Doppel-8-Normal-8-Film hat die gleichen Perforationslöcher wie 16-mm-Film, allerdings im halben Abstand. Der Bildstrich, das ist die Trennlinie von einem Bild zum nächsten, liegt auf der Höhe eines Perforationsloches. Dem Doppel-8-Film sagt man einen besseren Bildstand als dem Super-8-Film nach. Der Grund dafür liegt im quer zu den Filmkanten liegenden Perforationsloch. Doppel-8-Film wird auf Tageslichtspulen nach ISO 1020 geliefert. In den 1930er Jahren gab es mit Stoffklebeband verschlossene 25-Fuß-Blechkassetten von Eastman-Kodak und Ansco, bei denen das Bildfenster beim Schließen der Kamera aufgeht und umgekehrt.

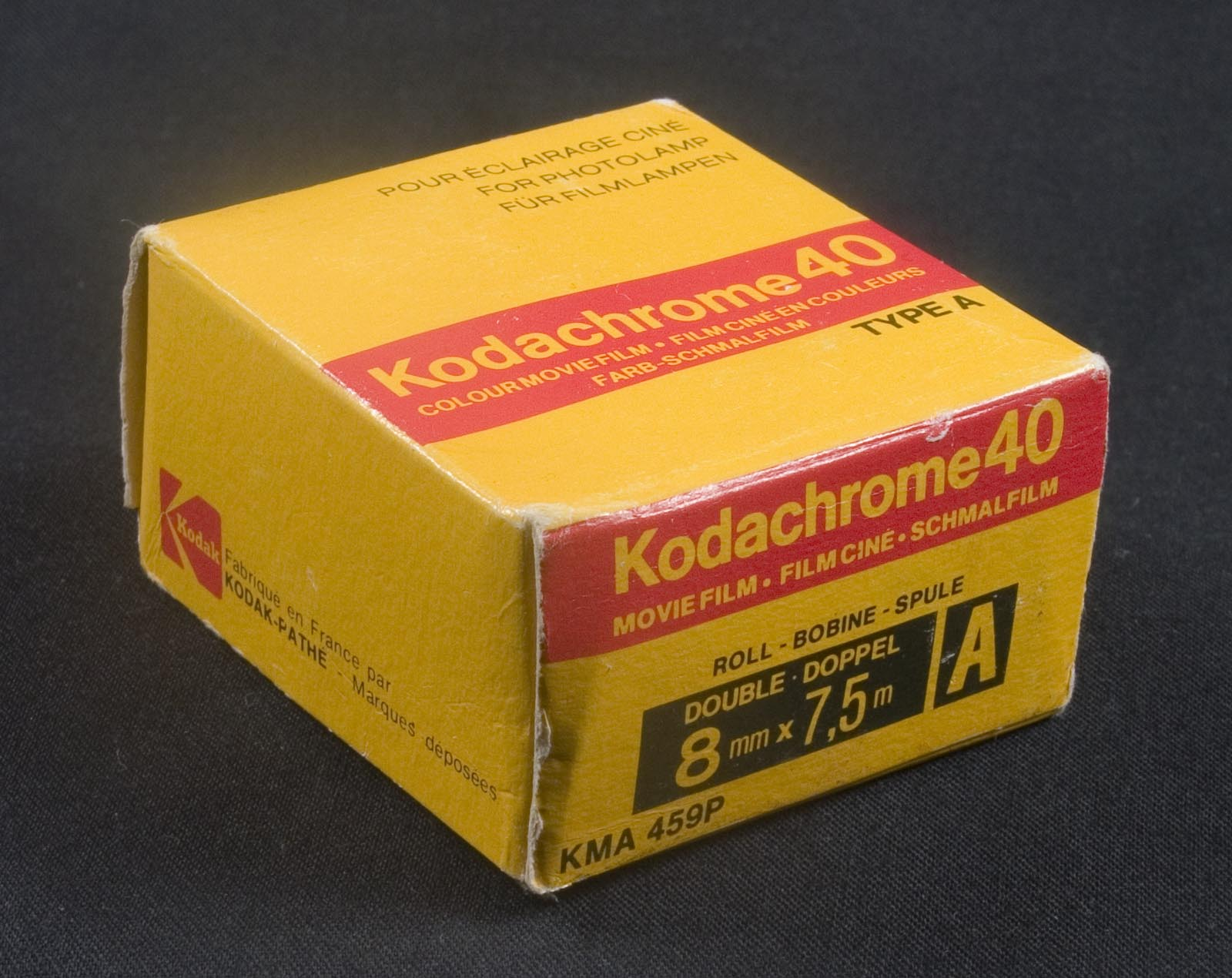
Kodachrome 40 Doppel-8 Film

Das Format wurde 1932 eingeführt und das Anbringen von Magnettonspuren auf dem Film ist möglich. Heute besitzen Doppel-8-Filme nur noch geringe Bedeutung. Die Verwandtschaft zwischen 8-mm- und 16-mm-Film zeigt sich darin, dass auf einen 8-mm-Filmfuß 80 Bilder fallen, während es beim 16-mm-Film 40 sind. Beim Format 8 sind die Bildfrequenzen 16 B/s und 24 B/s üblich. Die meisten Projektoren fassen Spulen für 120 m Film, das sind 33 Minuten Laufzeit bei 16 B/s. Normal-8-Filmspulen haben das gleiche Sternloch wie handelsübliche 1/4″-Tonbandspulen. Eine Normal-8-Filmspule passt nicht auf einen Super-8-Filmprojektor. Im umgekehrten Fall kann ein Adapter verwendet werden.

### Einfach-8
Es sind mehrere Kamera-Systeme für schon auf 8 mm Breite geschnittenen Rohfilm auf den Markt gekommen. Den Anfang machte der Filmo Straight Eight der Bell & Howell Co. mit 30-Fuß-Spulen im Jahre 1935. 1936 kam die erste Univex-Kamera heraus, ebenfalls 30 Fuß fassend. 1937 erschien die Agfa-Movex 8 mit 10-Meter-Ladern. 1956 gab es die Bolsey 8 aus den USA für 25 Fuß Film und um 1960 die KOMZ Ekran 8 aus Kasan, Sowjetunion mit 10-Meter-Ladern.

### Super-8-Filme
Super-8-Filme haben eine Breite von 8 mm und sind einseitig perforiert. Pro Bild gibt es ein Perforationsloch, das sich auf der Höhe der Bildmitte am Rand befindet. Die Bildfeldgröße beträgt 5,36 mm × 4,01 mm (Breite × Höhe ohne Bildstrich). Auf einen Filmfuß fallen 72 Bilder. In einer Filmkassette befinden sich 50 Fuß oder 15,24 m Film. Bei wenigen Kameramodellen (z. B. Nizo 6080, Beaulieu 6008) konnten auch 60-m-Filmkassetten eingelegt werden. Die üblichen Geschwindigkeiten, in denen Super-8-Film aufgenommen und abgespielt wird, sind 18 B/s und 24 B/s. Die bespielt gekauften Super-8-Filme (z. B. Micky-Maus-Cartoons oder Kinospielfilme in einer 20-Minuten-Kurzfassung etc.) waren ausschließlich mit 24 B/s bespielt. Zwei Magnettonspuren sind möglich (für Stereo-Vertonung oder Duoplay-Vertonung). Kopien konnten zeitweilig auch mit Lichtton hergestellt werden, allerdings gibt es nur wenige Projektoren, die für Lichtton eingerichtet sind. Die meisten Super-8-Tonfilmprojektoren spielen Magnetton ab. Vorgestellt wurde der Super-8-Film 1964 auf der Photokina; seit 1965 gibt es ihn im Handel.

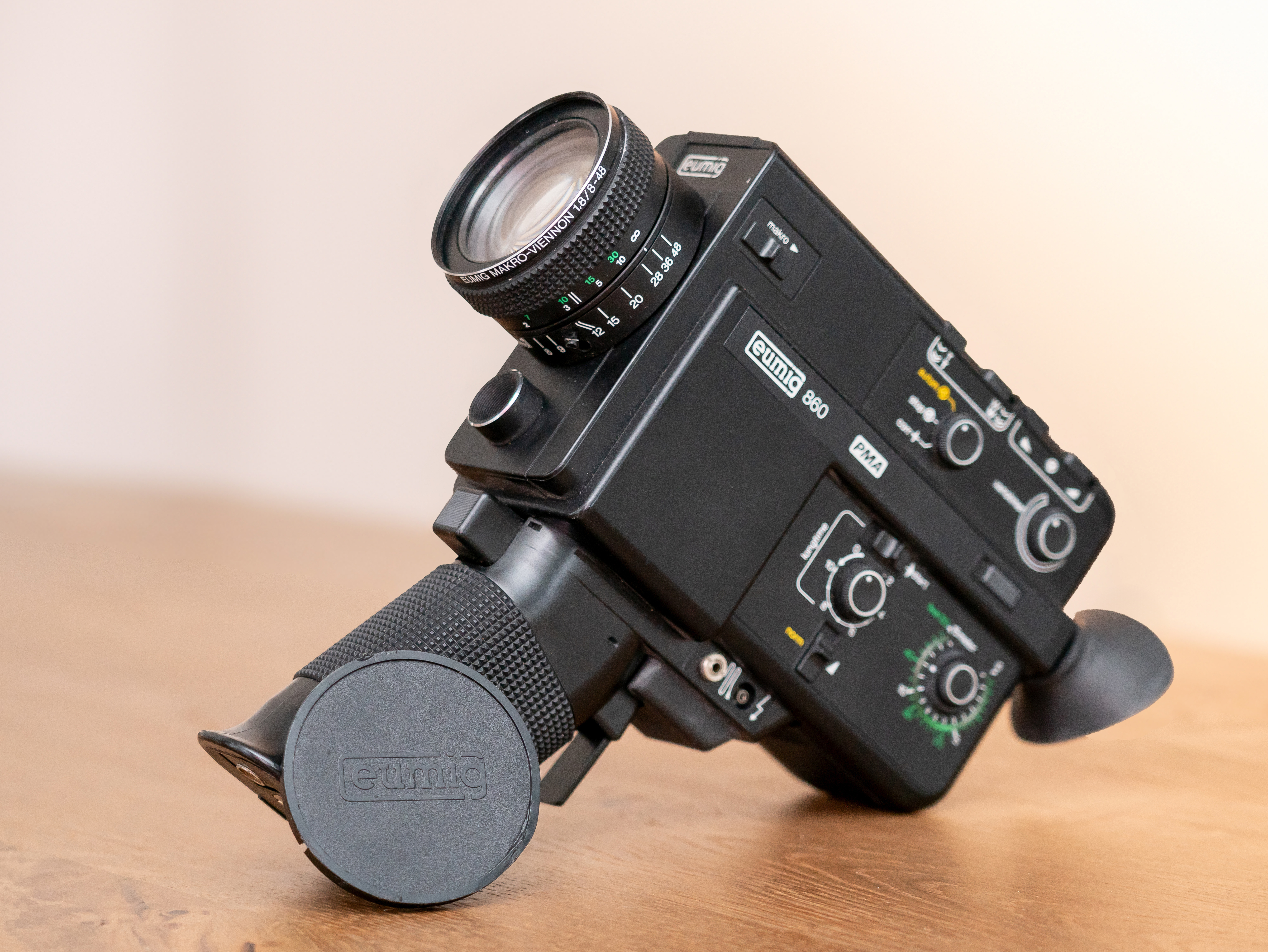
8-mm-Kamera von Eumig

Stummfilmprojektoren für Super 8 hatten meist nur kurze Spulenarme, sodass nur kleine Spulen mit einer Kapazität von 120 m (ca. 26 Minuten bei 18 B/s) nutzbar waren. Tonfilmprojektoren hatten meist wenigstens 180 m Spulenkapazität, einige 240 m. Eine Handvoll Super-8-Projektoren wartete mit 360 m Spulenkapazität auf, ein einziges Modell (Beaulieu 708 EL) mit 700-m-Spulen und ein weiteres (Fumeo Classic S8) mit 720-m-Spulen. Zudem gab es spezielle Spulenhalter, die angeblich jedem Projektor die Nutzung von 750-m-Spulen ermöglichten, wie z. B. den CSC Gigant 750 X. Die entwickelten Filme können mit speziellen transparenten Klebstreifen oder einem speziellen „Nasskleber“, Filmkitt, montiert werden.

### Single-8-Filme
Single-8-Filme haben ebenfalls eine Breite von 8 mm und dieselbe Geometrie wie Super 8, doch es werden andere Kassetten benutzt, die im Gegensatz zur Super-8-Kassette Rückspulung erlauben. Der Schichtträger ist nicht Triacetat wie bei den anderen Filmen, sondern PETP-Polyester. Polyesterfilme (ca. 90 µm) sind dünner als Acetatfilme (ca. 135 µm), dadurch passt auf eine gewöhnliche Super-8-Filmspule etwa 50 % mehr Single-8-Material. Polyesterfilme können nur mit transparenten Klebstreifen verbunden oder geschweißt werden. Es gibt jedoch auch Single-8-Filme mit einer Trägerschicht aus Triacetat, wie z. B. den Schwarz-Weiß-Umkehrfilm „Retro-X“ oder den Farbumkehrfilm „Cinevia“. In diesen Fällen passen jedoch nur ca. 12 m Film in eine Kassette. Die Filmandruckplatte ist Bestandteil der Kamera, nicht der Kassette. Das Format ist seit 1965 im Handel.

### Doppel-Super-8-Filme
Doppel-Super-8-Filme haben eine Breite von 16 mm und sind wie Doppel-8 beidseitig perforiert, jedoch nach der Super-8-Norm. Es gibt zwei verschiedene Systeme, 30-m-Spulen bei West-Kameras, 7,5- bzw. 10-m-Spulen bei Ost-Kameras, eine interessante Möglichkeit, wie auch Single-8, die technischen Nachteile der Super-8-Kassette zu umgehen. Das Format ist seit 1966 im Handel.

### Normen
- ISO 486, Doppel-8-Rohfilmmaße
- ISO 1780, Maße der Super-8-Kassette
- ISO 2966, Maße des Doppel-Super-8-Rohfilms
- ISO 3641, Maße der Single-8-Kassette